# 木沢長政
木沢 長政（きざわ ながまさ）は、戦国時代の武将。河内、山城南部の守護代。官位は従五位下左京亮。河内飯盛山城城主、大和信貴山城城主。木沢右近、木沢又八郎は一族と思われる。

## 出自
木沢氏は畠山氏の被官として名が見える一族である。南北朝時代初期の1349年（正平4年）に木沢なる人物が南朝から将軍方に降った記録があり、1431年（永享3年）には木沢常陸入道なる人物が馬伏郷・葛原郷の有力者であった旨の記録がある。1460年（長禄4年）には木沢山城守なる人物が畠山家臣団の中で北河内の最有力土豪であったことをうかがわせる記録がある。
馬部隆弘は、木沢家は応永17年（1410年）〜永享5年（1433年）まで活動が確認できる木沢兵庫入道善堯と、応永26年（1419年）〜翌27年まで活動が確認できる木沢蓮因（上記の木沢常陸入道と同一人物か）の2人を祖として、善堯-助秀-左衛門尉-盛秀-矩秀と繋がる兵庫助家と、蓮因-秀興-孫四郎-秀久-浮泛-長政-相政と繋がる左近大夫家が存在したと主張した。

## 概略
長政の時代において、主家の畠山氏は総州家と尾州家に分かれて対立しており、当初は畠山義就を祖とする畠山総州家の畠山義堯に仕えていた。だが、次第に独自の行動をするようになっていく。
細川氏本家京兆家へ取り入って自らの地位向上に努める中、政敵の排除には一向宗と法華宗の宗教対立まで利用する。やがては主家を上回るほどの勢力を一代で築き上げたが孤立し、最後は三好長慶に敗れ戦死を遂げた。

## 生涯

### 権謀術数を駆使して
当初、木沢長政は畠山の被官人であったが、遊佐氏を生害したことにより出奔し、細川高国の被官となる。そして、河内国で戦功を立てたが、享禄3年（1530年）頃に、堺公方・足利義維を擁して細川氏の管領職争いを優位に進めつつあった細川晴元へ接近し、その被官となった。
享禄3年（1530年）11月から晴元の命令で京都防衛に務め、晴元の敵である細川高国に呼応して京都東山の将軍山城から襲来した内藤彦七と交戦した。しかし翌享禄4年（1531年）3月7日、高国による摂津侵攻の際には、当初は高国軍との対決を危険視してか一時的に姿を消す。ところが、6月4日の天王寺の戦い（大物崩れ）で高国を破って切腹に追い込んだ晴元ら堺公方派の勝利が確定した頃になると再び姿を現し、高国方の要人である細川尹賢を捕縛し、切腹させている。主君・義堯も晴元の姉妹が正室であった縁にも因るのか、堺公方の義維を支持する一員であった。
だが、高国という共通の外敵を滅ぼすと堺公方派の結束に分裂が見られるようになりはじめた。原因は晴元にあり、義維派の中心人物でありながら、対立してきた12代将軍足利義晴との和睦を図ろうとする晴元の方針に、晴元の有力家臣である三好元長が諫言。義堯も諌止側に回るなど、両者は次第に対立するようになる。
そんな中、主家・畠山氏を飛び越えて、晴元への接近を強めようとする長政の姿勢は、これを危険視する義堯と元長の結束を招いてしまう。誅滅を恐れた長政は、三好氏一門の中で元長を敵視する従叔父の三好政長と共謀、讒言によって晴元と元長を離間させることに成功した。義堯と元長からは2度に亘って居城の飯盛山城を攻撃され劣勢であったところを、享禄5年（1532年）6月には晴元の要請により蜂起した一向一揆の来援を得て撃退（飯盛城の戦い）。しかも、この時の一向一揆の進撃は、義堯を自刃させたばかりか、畿内における三好氏の根拠地・和泉顕本寺まで襲って元長も自害に追い込み、堺公方を消滅させている。
しかし、一向宗と法華宗の対立を利用して政敵の排除に成功したものの、一向一揆軍はそのまま大和へ転進し、興福寺などの他宗派との衝突や暴動を起こすなど新たな騒乱を巻き起こしてしまう（天文の錯乱）。そのため、将軍義晴の下で管領となった晴元、管領代茨木長隆の命令を受けて、長政はその対応と鎮圧に追われることになる。そこで今度は一向一揆と対立する法華一揆と結び、その力で一向一揆を追討した。一向一揆の勢力を弱めることに成功すると、今度は法華一揆が邪魔になったため、天文5年（1536年）にこれを打倒した（天文法華の乱）。
その後、本願寺10世法主証如や証如の後見人蓮淳、下間頼慶などと書簡や進物のやり取りを盛んに行い、一向宗との関係修復に努めた。
天文3年（1534年）には元長の遺児である三好長慶と晴元の仲介も果たし長慶を晴元の家臣に組み入れた。また、この時期、細川晴元が山城守護の任にあったが、上三郡（南山城）守護代として他家の家臣である長政を任じている。これは、細川京兆家の前の守護である畠山氏の被官として同国内に持っていた長政の人脈を生かしたいという思惑があったと考えられている。
こうして長政は畿内の実力者の1人として認識されるようになる。

### 両畠山家の掌握
このころ、河内守護畠山氏においては、総州家（畠山義就を祖とする）は木沢氏の傀儡となっていたが、一方の尾州家（畠山政長を祖とする）の勢力は健在であった。
天文3年当時、尾州家の主は畠山稙長であったが、晴元への対抗として本願寺と同盟したことが発覚すると、長政は尾州家重臣の遊佐長教らと結託して稙長を紀伊に追放した。当初は稙長の弟・畠山長経を傀儡として擁立したが、晴元の干渉もあって長経は廃され、もう1人の弟晴熙が家督代行として長教に擁立されたが、これは幕府からは認められなかった。
やがて長教と交渉を行い天文7年（1538年）に畠山弥九郎と畠山在氏をそれぞれ尾州家・総州家から擁立し、尾州家と総州家の共同統治という形式を採ることにより、長政は長教と共に畠山氏の実権を握ることになる。背景には一向一揆への脅威に対する備えとして両畠山氏の和睦を考えていた長政の意向があったとされる。
その後の長政の野心は、河内1国を支配下に治めただけにはとどまらず、その軍事行動は畿内の各国に及んだ。特に、かつての総州家の版図である大和への執着は強く、国人衆にとって脅威となった。この時河内と大和の双方に通じる拠点として信貴山城や二上山城を築城。天文6年（1537年）より筒井氏と結び、越智氏を圧して大和を掌握するようになる。また、大和国内で大きな権限と影響力を有していた興福寺や春日社などの寺社とも、幕府や細川晴元の被官という立場を介して関係性を深めていった。

### 転機
だが、畿内では新たに三好長慶や摂津の有力国人である池田信正（久宗）が台頭するようになっていた。長慶の帰参を取り成したのは長政で、これは法華宗と和睦する際に、法華宗とつながりの深い三好氏の助力を得る必要があったためである。晴元政権で頭角を現していた長慶は、当初は父の仇の1人である晴元と敵対するも和睦、摂津越水城を与えられると畿内に勢力を広げ、長政に押領された父の旧領奪回を計画していた。
こうした外部での情勢変化以上に問題となったのが、畠山家中における主導権を巡る遊佐長教との対立である。旧主の畠山稙長と和睦してまで長政の排斥を望む長教に対抗するため、蓮淳の仲介で晴元との関係強化を図ったが失敗する。事情は不明だが先に廃した畠山長経も殺害しており、長政の畠山家中での増長の兆しがこの頃には見えるようになっていた。

### 最期
天文10年（1541年）8月には、旧高国党とみなされた一庫城の塩川国満の処遇を巡って晴元や長慶と対立、摂津の有力国人である伊丹親興や三宅国村を味方につけこれに抵抗した。10月に一庫城への救援に向かい包囲していた長慶と信正を敗走させ、信正の原田城を攻撃、さらに京都へ進軍して将軍義晴を擁立しようと画策するが、義晴には近江坂本へ逃れられてしまい、晴元も京都郊外の岩倉へ退避、長政は幕府に背いた逆賊となってしまう。しかも、晴元と和睦した政年や国村の離反によって孤立していった。
翌11年（1542年）には河内高屋城で政変が勃発。木沢派の家臣が粛清され弥九郎が追放、長教との関係を修復した稙長が当主に復帰した。
畠山尾州家における支持基盤を失い、総州家の在氏からの支持も得られず、窮地に立たされた長政に従うのは、柳生家厳などかつての総州家の被官を中心とする大和国人衆の一部のみであった。高屋城の再奪取を図るも失敗し、3月17日に幕府の追討軍と河内太平寺で戦うが、細川・三好・遊佐連合軍に敗れ討ち死にした（太平寺の戦い）。
長政と共に一族の多くが戦死したものの、後に長政と三好政長親類の子とみられる木沢孫四郎相政（後に山城守）とその異母兄と比定される孫九郎某（後に大和守）が三好政長らの仲介で晴元の配下に復帰したことが確認できる。しかし、天文18年（1549年）の政長の戦死と前後して兄弟は記録から姿を消してしまう。とは言え、木沢氏が長政と共に滅亡した訳ではない以上、大阪府柏原市の安堂太平寺共同墓地に伝わる木沢長政の五輪塔とされる物が長政の遺族によって建立された可能性は高いとみられる。
また、長政の拠点であった二上山城や信貴山城などもまもなく落城し、長政の勢力は消滅したが、その残党は旧細川高国の残党と結びつき、12月には細川氏綱を盟主として挙兵し、細川氏綱の乱が勃発する。その後、長政の没後の大和においては筒井順昭が台頭したが、その勢力を抑えるために長慶が派遣した部将が松永久秀である。